# Kościół Podwyższenia Krzyża Świętego w Raszkowie
Kościół Podwyższenia Krzyża Świętego w Raszkowie – rzymskokatolicki kościół parafialny w mieście Raszków. Należy do dekanatu Raszków. Mieści się przy ulicy Ostrowskiej.

## Historia
Po erygowaniu parafii w Raszkowie 3 lipca 1454 roku na północnym końcu miasta został zbudowany pierwszy, drewniany kościół, który początkowo nosił wezwanie św. Heleny, a następnie św. Mikołaja (według opisu przy kościele; inne dane wskazują na św. Marcina).
Nową, również drewnianą świątynię wzniesiono po przeciwnej stronie miasta w XVII wieku z fundacji podkomorzego Władysława Leszczyńskiego i jałmużn parafianów. Została ona konsekrowana 3 lutego 1664 roku przez biskupa włocławsko-pomorskiego Stanisława Domaniewskiego. Świątynia nosiła wtedy wezwanie Znalezienia Krzyża Świętego. Ten kościół spłonął w 1882 roku.
Nowy, murowany kościół został wzniesiony w latach 1882–1886 przez proboszcza Kazimierza Jagielskiego według planu Juliana Łukomskiego z Kluczborka. W dniu 15 września 1889 została konsekrowana przez biskupa Edwarda Likowskiego.
W czasie okupacji hitlerowskiej, w latach 1941–1945 budowla była zamknięta dla wiernych i została zamieniona na magazyn zboża. Została gruntownie wyremontowana i ponownie oddana dla celów liturgicznych w 1946.
W 1948 roku kościół otrzymał dzwony, które zostały zamontowane na szczycie wieży.
W 1968 roku kościół zmienił wezwanie na obecne wezwanie, tj. Podwyższenia Krzyża Świętego.
Przez nieznaną substancję w zaprawie świątynia kilkakrotnie przechodziła remonty. Ostatni z nich miał miejsce w latach 2001–2007.

## Architektura
Kościół jest świątynią murowaną, trójnawową, wybudowaną z czerwonej cegły. Kościół jest długi na 43 metry, szeroki na 20 metrów oraz wysoki na 18 metrów. Powyżej wejścia świątyni mieści się 50-metrowa wieża. Dzięki tej wieży kościół góruje nad resztą budynków w Raszkowie. Budowla reprezentuje styl neogotycki z elementami neoromańskimi (okna, łuki). Na oknach są umiejscowione witraże przedstawiające wybranych świętych i błogosławionych. Przy wejściu znajduje się tablica opisująca historię kościoła.
W trakcie budowy kościoła do zaprawy dosypano nieznanej substancji powodującej rozsyp tynku i materiału spajającego cegły razem, zatem świątynia potrzebuje ciągłych napraw.
Obok kościoła znajduje się kaplica przedpogrzebowa, w którą składa się zmarłych przed procesją na cmentarz oraz murowany grobowiec z XIX wieku.
Do zespołu kościoła należy również spichlerz (dawniej budynek ten funkcjonował jako sklep) postawiony w 1869 roku z rozkazu ks. Jagielskiego. Obecnie jest on używany jako magazyn podręczny.

## Wyposażenie
Ołtarz główny kościoła pochodzi z końca XIX wieku. Jest w nim uwieczniona scena Ukrzyżowania: pod krucyfiksem klęczą dwa anioły pogrążone w modlitwie, a nieopodal stoją Maryja i św. Jan Ewangelista. Na ołtarzu znajduje się również tabernakulum, którego drzwiczki wypełnione są płaskorzeźbionym kielichem z hostią w promienistej aureoli.
Oprócz ołtarza głównego istnieje też kilka ołtarzy bocznych, m.in.:
- jednokondygnacyjny ołtarz z obrazem Matki Bożej Częstochowskiej,
- ołtarz z figurą św. Anny uczącej małą Maryję,
- ołtarz poświęcony św. Józefowi (w dwudziestoleciu międzywojennym na terenach parafii operowało wiele warsztatów stolarskich, zatem zadecydowano o wybudowaniu ołtarza ku czci tego właśnie patrona)[2]

W kościele jest też sześcioboczna ambona wybudowana w XIX wieku. Na ściankach ambony zostali wyrzeźbieni Ewangeliści (dwie ścianki są zasłonięte filarem).
W lewej nawie został umieszczony drewniany konfesjonał, pochodzący z I połowy XX wieku.
Kościół posiada pacyfikał utworzony w 1772 roku. Krzyż ten nie jest używany na co dzień, a jedynie w Wielki Piątek.
Naprzeciwko ołtarza znajdują się prospekt organowy wykonany w 1824 roku przez niemieckiego budowniczego Waltera Guhrau. W 2017 roku odbył się jego remont.